# Storia dell'animazione
L'animazione ha una storia lunghissima dietro di sé, che inizia molto prima di quella del cinema, considerando il fenomeno nella sua caratteristica di plasticità dell'immagine.
Il termine originale "cartoon" fu introdotto negli anni quaranta del XIX secolo dalla rivista inglese Punch Magazine, che utilizzava disegni caricaturali e umoristici per parodiare i cartoni e gli affreschi del nuovo Palazzo di Westminster. Col tempo divenne il mezzo più usato per parodie e satire dei poteri costituiti.
Inizialmente i cartoons, in particolare negli Stati Uniti d'America, erano semplici illustrazioni umoristiche in movimento di breve durata; con il tempo migliorarono le tecniche, fino alla svolta operata da artisti come Walt Disney, e si iniziò a utilizzare questo mezzo espressivo anche per raccontare storie serie e drammatiche, come Biancaneve e i sette nani o Bambi, ma anche più storie divertenti, allegre e fortunate come Pinocchio e Dumbo. Altri autori utilizzarono il mezzo per realizzare forme di arte sperimentale, come Alexandre Alexeieff, Oskar Fischinger o Norman McLaren.

## I primordi
Le origini delle "immagini in movimento" si possono far risalire agli spettacoli delle ombre proiettate sui muri, le cui prime tracce si ritrovano già nell'Antico Egitto, ma anche in altre parti del mondo, come in Cina, con le ombre cinesi. In una regione attualmente iranica, il Sistan e Baluchistan, ritrovamenti archeologici mostrano dei tentativi di animazione in statiche raffigurazioni pittoriche Nel 1671 il gesuita Athanasius Kircher scrisse della Lanterna Magica, il primo proiettore di immagini fisse, nel suo trattato di ottica Ars magna lucis et umbrae. Da questa data in poi nasceranno una miriade di strumenti, che porteranno progressivamente all'idea e alle tecniche del disegno animato:
- Taumatropio, inventato nel 1824, è la prima illusione animata. Il Taumatropio è oggi suggerito come gioco creativo per bambini: è costituito da un cartellino di cartone che ha un disegno per ognuna sulle sue due facce; facendolo girare velocemente, attorcigliando un filo che lo attraversa longitudinalmente, i due disegni appaiono sovrapposti.[2]
- Fenachistoscopio, inventato nel 1831 (primi prototipi). Questo meccanismo ha avuto due inventori in simultanea: Joseph Plateau lo aveva chiamato Fantascopio, Simon von Stampler Stroboscopio; questi due prototipi confluirono poi nel Fenachistiscopio. Questo meccanismo è costituito da due dischi congiunti; su un lato era disegnato un circolo di figure leggermente differenti fra loro, sull'altro disco erano praticate delle fessure; ruotando il fenachistiscopio per mezzo di un bastone, di fronte a uno specchio era possibile osservare una breve sequenza animata.[3]
- Zootropio, inventato nel 1834 da William Horner; questa macchina è un notevole passo in avanti: è costituita da una ruota con un supporto esterno circolare, fessurizzato ad intervalli regolari; in fondo alla ruota si sistemava una breve strisciolina di carta con tanti piccoli disegni. Se i disegni erano stati fatti in modo da rappresentare i vari "fotogrammi" di una figura che si muove, guardando nelle fessure, con la ruota in movimento, si poteva osservare una breve scena animata.
- Cineografo, inventato nel 1868; questa non è una macchina, ma un libriccino con tutte le pagine disegnate. Sfogliandolo rapidamente si poteva assistere a un breve disegno animato.
- Prassinoscopio, inventato nel 1877 da Charles-Émile Reynaud. Reynaud riprese l'idea dello Zootropio, inserendovi all'interno un prisma di specchi variamente angolati; i vari specchi operavano ciascuno a modo suo, riducendo o accelerando l'effetto animato.
- Teatro ottico, inventato nel 1889, ancora da Charles-Émile Reynaud. Reynaud migliorò il suo prassinoscopio, con delle strisce disegnate più lunghe, e abbinandolo a un proiettore per pareti, realizzando il primo passo verso la cinematografia. Charles-Émile Reynaud è considerato il primo animatore della storia, e le sue opere esordirono a Parigi il 28 ottobre del 1892.
- Cinetoscopio, inventato nel 1888 da Thomas Edison. Era un piccolo mobile dotato di un oculare, e permetteva di osservare dei disegni animati realizzati su pellicola a 48fps.
- Cinematografo, inventato nel 1894 dai fratelli Auguste e Louis Lumière. I fratelli Lumière rivoluzionarono il settore, adombrando decisamente i loro predecessori; la loro macchina non realizzava l'illusione ottica con strisce disegnate, ma con pellicola fotografica, e nello stesso tempo fungeva da proiettore.[4]

Il primo cartone animato moderno fu Fantasmagorie, ed è opera di Émile Cohl, nel 1908. Nei primi anni del Novecento vi furono parecchi sperimentatori.
Si può citare, negli Stati Uniti, Winsor McCay, con il suo personaggio animato Gertie il dinosauro, e altri lavori d'animazione (in genere cortometraggi umoristici), tra cui spicca per impegno il documentario di propaganda bellica L’affondamento del Lusitania.
L'invenzione del rodovetro è generalmente attribuita a Earl Hurd nel 1914 (ma ci furono altri inventori: John Bray ideò soluzioni simili); di Raoul Barré il brevetto per la sua fissazione alla tavola.
Altri autori, come Starewicz, tentarono altre strade, come l'animazione di pupazzi o di oggetti.
Tra i personaggi ideati in questo periodo spicca il Gatto Felix. Ideato da Otto Messmer, il gatto nero esordisce nel 1917 per poi raggiungere il massimo livello di successo negli anni venti: personaggio abile e scattante, dinamico e astuto, fa del movimento, della mimica e di un forte surrealismo i suoi punti di forza.

## Europa

### Storia dell'animazione francese
- Gli esordi: Fantôche, di Émile Cohl.
- Rene Laloux
- Dagli Anni Novanta e oggi: Sylvain Chomet, Michel Ocelot.

### Storia dell'animazione italiana
In Italia, la data che segna l'inizio della storia dell'animazione italiana è il 1914, anno di Cabiria, film muto di Giovanni Pastrone, nel quale viene inserita una sequenza di pupazzi animati per realizzare un effetto speciale..
Un altro passo significativo fu il mediometraggio: La guerra ed il sogno di Momi, di Giovanni Pastrone e Segundo de Chomón, nel quale un bambino addormentato sogna un esercito di soldatini, animati con il passo uno, guidati dal padre (ancora in muto).
Protagonisti del periodo furono anche Guido Presepi (che migliorò la tecnica del passo uno), Gustavo Petronio, Ugo Amadoro, Luigi Pensuti, Carlo Cossio e Vittorio Cossio, per un'animazione sia di tipo pubblicitario che pedagogico.
Negli anni venti si ebbe un periodo di crisi della cinematografia che toccò anche l'animazione; in seguito il successo di Walt Disney condizionò la produzione, favorendo il disegno animato in luogo dell'animazione di pupazzi. Di questo periodo ci sono rimaste notizie di Luigi Pensuti, artefice di numerosi cartoni di vario tipo (di regime, polemici, satirici, pedagogici) molti dei quali sono andati perduti.
Poco prima della fine della II Guerra Mondiale, sotto l'egida della Casa editrice Tosi, fu realizzato un cortometraggio a colori dal titolo "Chichibio e le gru"; la tecnica usata era quella della quadricromia: ogni singolo fotogramma era diviso in quattro sezioni di diverso colore che un particolare sistema di quattro lenti coassiali provvedeva ad allineare sullo schermo.
Sono del secondo dopoguerra gli sfortunati lungometraggi: I fratelli Dinamite di Nino Pagot del 1949, e La rosa di Bagdad di Anton Gino Domeneghini del 1949. Oltre a ciò vi fu una produzione rimarchevole, sia per quantità che per innovazione artistica, nella animazione pubblicitaria di Carosello, nel quale lavorarono: Bonvi, Bruno Bozzetto, Guido Manuli, Paolo Piffarerio, Armando Testa, Guido De Maria, Osvaldo Cavandoli, Emanuele Luzzati, Pino Pascali, Giuliano Cenci, i fratelli Nino e Toni Pagot, i fratelli Gino e Roberto Gavioli.
Durante e dopo gli anni '90 l'animazione in Italia continua ad essere una realtà principalmente nazionale, con la produzione di serie tv dedicata a famosi personaggi dei fumetti, spesso prodotti o coprodotti dalla Rai. Nel campo dei lungometraggi si sono viste alcune produzioni, anche di buona fattura, che però non sono state ripagate dal pubblico. Fra le iniziative private di successo spicca Iginio Straffi, con la serie Winx Club del 2004. In Italia si produsse in parte la serie animata W.I.T.C.H., trasposizione del fumetto nato nel 2001 creato da Elisabetta Gnone e pubblicato dalla The Walt Disney Company Italia.

### Storia dell'animazione russa
- Władysław Starewicz
- Aleksandr Ptuško
- Lev Atamanov
- Fëdor Chitruk
- Ivan Ivanov-Vano
- Jurij Norštejn

### La scuola di Zagabria
Animazione Croata e Jugoslava
Nata intorno agli anni '50, e decaduta nei '90, la cosiddetta "Scuola di Zagabria" si distinse per un modo particolare di realizzare disegni animati, molto differenti dalla produzione Disney. Artisti come Josko Marusic realizzarono dei film astratti ma orientati all'impegno sociale, con scarso ricorso al sonoro, e con un disegno di complessità minimale, che lui stesso definì animazione ridotta. La produzione animata non si fermò neppure durante le guerre jugoslave. Questi prodotti animati si pongono l'obiettivo di far riflettere il pubblico e aiutare a trovare un proprio modo di essere, più che di intrattenere e divertire.

## America

### Stati Uniti

#### Storia dell'animazione statunitense
Negli Stati Uniti, l'animazione cresce dagli esordi artigianali, fino a diventare, come il cinema, una vera e propria industria. Uno dei pionieri dei cartoni animati fu Winsor McCay, con alcune animazioni di Little Nemo (1911), ma soprattutto con Gertie il dinosauro (1914). In seguito vengono altri realizzatori e produttori di cartoni animati.
I fratelli Fleischer (studio fondato nel 1921), Walt Disney e la sua casa produttrice (studio fondato nel 1923), sono solo i più noti. Altri produttori di cartoni animati delle origini sono case cinematografiche come la Metro-Goldwyn-Mayer e la Warner Bros.
Nel 1941 un gruppo di artisti usciti dalla Disney (in seguito a un famoso sciopero) fonda la UPA.
Nel 1957, i due animatori William Hanna e Joseph Barbera fondano l'omonima casa produttrice.
Altri storici studios per i cartoni animati erano anche: Terrytoons, Sunbow, Ruby-Spears, Filmation e DiC Entertainment.
Studios per la produzione di cartoni animati e la loro distribuzione sorgono in continuazione. Uno fra i più noti sorto negli ultimi venti anni è la Pixar, specializzata in animazione al calcolatore. Con l'avvento di internet e la possibilità di farsi conoscere attraverso la rete, insieme alla possibilità di realizzare animazioni in formato flash, il numero di produttori è cresciuto ancora.
Dagli anni novanta gli studios di oggi sono 20th Century Fox, Cartoon Network e Nickelodeon.

#### Personaggi
Dai primi anni Dieci, si vede l'esordio di vari personaggi sullo schermo del cinema.  Alcuni, come Popeye, provengono direttamente dal mondo delle daily strips. Altri, come Betty Boop, sono realizzati appositamente per esordire sul cinema. Personaggio anticonformista e conturbante, Betty è disegnata riprendendo l'immagine della cantante Helen Kane, allora molto famosa. Betty fa il suo esordio nel 1931, dando origine a una serie di film che durarono fino al 1939.  In questo periodo entrano nel mondo dei cartoni Warner Bros. (Bugs Bunny, Daffy Duck, Wile E. Coyote) e Metro-Goldwyn-Mayer/Hanna e Barbera (Tom & Jerry, gli Antenati), Paramount (Popeye): queste produzioni sono per lo più caratterizzate da un approccio umoristico alle leggi della fisica e da una ricercata colonna sonora, perfettamente sincronizzata con gli stati d'animo e le azioni dei personaggi.
Il 19 aprile 1987, durante il The Tracey Ullman Show, appare per la prima volta sullo schermo un cartoon destinato a diventare la più lunga situation comedy mai trasmessa negli USA: I Simpson.

#### Gli artisti
A causa dell'impostazione industriale della produzione, in passato hanno finito per essere più note le case produttrici che non gli artisti e i disegnatori. Il caso più noto è quello di Walt Disney, che, dopo esser stato privato dei diritti di un proprio personaggio, tale Oswald the Lucky Rabbit dal distributore Charles Mintz, fondò uno studio fortemente incentrato sul proprio nome. In questo studio lavorarono centinaia di disegnatori e di autori, da Ub Iwerks a Don Bluth e molti altri.
Negli ultimi venti anni questa situazione è cambiata in parte e sono molto noti i nomi di registi (ad esempio Brad Bird) e di alcuni disegnatori.

#### Popolarità in Italia
L'invasione dei cartoni animati statunitensi, migliaia di serie animate, insieme ai film d'animazione, portano popolarità e successo anche in Italia, a partire dagli anni sessanta.

### Argentina
- 1917: Quirino Cristiani tecnologie per il film d'animazione, filma il primo lungometraggio d'animazione
- Quirino Cristiani: "El Apóstol", "Firpo-Dempsey", "Peludópolis".
- Manuel García Ferré

## Africa
L'animazione africana si caratterizza per l'impiego di tecniche a basso costo e per i temi sociali affrontati, con delle trame e dei soggetti definibili come neorealisti.. Christophe Cassiau-Haurie sottolinea l'impatto che ha avuto il film d'animazione Kirikù e la strega Karabà del regista francese Michel Ocelot sul cinema d'animazione in Africa.
- Moustapha Alassane, definito spesso un naïf, è un pioniere della tecnica dal momento che non l'ha studiata; la sua produzione si fonda su mezzi semplici ed economici, dalla finitura finale volutamente approssimativa; si è occupato di disegni su pellicola e di animazione di pupazzi; fra i suoi lavori: Bon Voyage, Sim (1966) e il corto: Kokoa 2 (2001).
- Jean-Michel Kibushi Ndjate Wooto; questo autore ha avuto modo di studiare in Europa, ciononostante lavora anch'egli in maniera artigianale; fra i suoi lavori: Muana Mboka.
- William Kentridge è un artista sudafricano; i suoi film d'animazione sono presentati all'interno di esposizioni d'arte contemporanea e festival di cinema. Nel 2000 durante la Biennale di Dakar è invitato in Senegal a dirigere un laboratorio di animazione organizzato dall'Atelier Graphoui di Bruxelles, a cura di Tania Nasielski e realizzato presso il Centro culturale francese di Dakar[11]. Tra gli artisti che partecipano al laboratorio c'è Mamadou Ndoye Douts che produrrà il cortometraggio e opera d'arte Train Train Médina.